# 贵州省人民代表大会常务委员会
贵州省人民代表大会常务委员会（简称贵州省人大常委会）是贵州省人民代表大会的常设机关，对贵州省人民代表大会负责并报告工作。常务委员会由主任、副主任若干人，秘书长、委员若干人组成。

## 历史沿革
中华人民共和国1954年宪法及地方组织法并未规定设置省级人大的常务机关。
1979年7月，第五届全国人民代表大会第二次会议通过《关于修正中华人民共和国宪法若干规定的决议》，其中规定：“县和县以上地方各级人民代表大会设立常务委员会，它是本级人民代表大会的常设机关”。1980年1月15日至19日，召开贵州省第五届人民代表大会第二次会议，选举产生常务委员会。

## 主要职责
依照宪法和法律规定，贵州省人民代表大会常务委员会行使下列职权：
1. 根据省内具体情况和实际需要，在不同宪法、法律、行政法规相抵触的前提下，制定、修改、废止地方性法规，批准设区的市的人民代表大会及其常务委员会通过的地方性法规和民族自治地方人民代表大会通过的自治条例、单行条例；
2. 保证宪法、法律、行政法规和全国人民代表大会及其常务委员会决议在本省行政区域内的遵守和执行；
3. 领导或者主持省人民代表大会代表的选举，召集省人民代表大会会议；
4. 监督省人民政府、省监察委员会、省高级人民法院、省人民检察院的工作，联系省人民代表大会代表，受理人民群众对上述机关和国家工作人员的申诉和意见；
5. 依法任免省人大及其常委会有关人员，依照法律规定的权限决定国家机关工作人员的任免；
6. 宪法和法律赋予的其他职权。

## 机构设置
- 办公厅
- 研究室
- 法制工作委员会
- 预算工作委员会
- 代表资格审查委员会

直属单位
- 《人大论坛》杂志社

## 历届组成人员

### 第五届
- 任期：1980年12月－1983年4月
- 主任：徐健生
- 副主任：吴肃、戴晓东、田君亮、张量、罗登义、罗英、叶谷霖、龙贤昭、曾宪辉、白林、耿万青、侯国祥、孟子明
- 秘书长：叶谷霖（兼）

### 第六届
- 任期：1983年4月－1988年1月
- 主任：吴实（1985年5月辞职） → 张玉环（1985年5月当选）
- 副主任：吴肃（1985年5月辞职）、夏页文（1985年5月当选）、罗登义、曾宪辉（1985年5月辞职）、叶谷霖（1985年5月辞职）、白林、侯国祥（1985年5月辞职）、任应、吴通明、冉砚农、王秉鋆、王振江、钱允中、梁旺贵、周衍松（1985年5月当选）、涂光炽（1987年5月当选）
- 秘书长：吴肃（兼） → 李岱山（1983年9月任）

### 第七届
- 任期：1988年1月－1993年1月
- 主任：张玉环
- 副主任：罗登义、周衍松、王振江、梁旺贵、涂光炽（1989年11月辞职）、罗尚才、乔学珩、李冀峰、王耀伦、陈远武（1991年3月当选）、禄文斌（1992年3月当选）
- 秘书长：王振江（兼）

### 第八届
- 任期：1993年1月－1998年1月
- 主任：刘正威（1993年7月辞职） → 王朝文（1994年1月当选）
- 副主任：刘玉林（1996年2月辞职）、梁明德（1994年1月选出）、王安泽、梁旺贵（1996年2月辞职）、王耀伦、陈远武、禄文斌、李仁山、欧阳自远、李玲（1994年1月当选）、王淑森（1996年2月选出）、杨守岳（1996年2月当选）、张世德（1996年2月当选）
- 秘书长：王林普

### 第九届
- 任期：1998年1月－2003年1月
- 主任：刘方仁
- 副主任：胡贤生、龚贤永、李万禄、步智信、欧阳自远（2001年1月辞职）、张世德、王淑森、杨谨华、杨序顺、刘思培、司徒桂美、徐敬原（2001年1月当选）
- 秘书长：王林普（2001年1月辞职）、窦德银（2001年1月当选）

### 第十届
- 任期：2003年1月－2008年1月
- 主任：钱运录（2006年1月6日辞职[3]） → 石宗源（2006年1月21日当选）
- 副主任：龚贤永、步智信（2007年1月25日辞职）、杨序顺、刘思培（2007年1月25日辞职）、司徒桂美、徐敬原、杨光林（2007年1月25日辞职）、庹文升（2006年1月21日当选）、姜延虎（2006年1月21日当选）、顾庆金（2005年1月25日当选）、黄康生（2007年5月25日辞职）、林明达（2007年1月27日当选）、许正维（2007年1月27日当选）
- 秘书长：窦德银

### 第十一届
- 任期：2008年1月－2013年1月
- 主任：石宗源（2010年8月30日辞职[4]） → 栗战书（2010年9月28日补选[5]）
- 副主任：肖永安（2011年1月辞职）、龙超云（2012年1月当选）、张群山（2012年1月当选）、唐世礼、林明达（2011年1月辞职）、许正维（2010年1月18日辞职[6]）、傅传耀、顾久、陈华祥（2010年1月当选）、袁周（2011年1月当选）、周忠良（2011年1月当选）
- 秘书长：周忠良（2012年1月辞职） → 刘一民（2012年1月当选）

### 第十二届
- 任期：2013年1月－2018年1月
- 主任：赵克志（2016年1月辞职） → 陈敏尔（2016年1月当选[7]）
- 副主任：龙超云（2016年1月辞职[8]）、张群山（2017年1月辞职）、周忠良（2017年1月辞职）、孙永春（2017年1月当选）、傅传耀、袁周、谢庆生（2017年1月辞职）、禄智明（2016年1月辞职）、李岷（2016年1月当选）、李飞跃（2017年1月当选）、王世杰（2017年1月当选）
- 秘书长：刘一民

### 第十三届
- 任期：2018年1月－2023年1月
- 主任：孙志刚（2021年1月辞职[9][10]） → 谌贻琴（2021年1月当选[11]）
- 副主任：孙永春（2021年1月辞职[12]）、袁周（2021年1月辞职[12]）、慕德贵（2020年1月当选）、刘远坤（2021年1月辞职[12]）、陈鸣明（2021年1月辞职[12]）、何力、李飞跃、桑维亮（2021年1月当选[13]）、王忠（2021年1月当选[13]）、杨永英（2021年1月当选[13]）、蓝绍敏（2022年1月当选[14]）
- 秘书长：陈鸣明（2020年1月辞职） → 李三旗（2020年1月当选[15]）

### 第十四届
- 任期：2023年1月－[16]
- 主任：徐麟
- 副主任：陶长海、王世杰、郭瑞民、桑维亮、王忠、杨永英、李豫贵
- 秘书长：李三旗 → 潘荣（2025年1月23日当选）